# Abramo Bartolommeo Massalongo
Abramo Bartolommeo Massalongo (13 maja 1824 w Tregnago, zm. 25 maja 1860 w Weronie) – włoski paleobotanik i lichenolog.
Abramo Bartolommeo Massalongo urodził się w Tregnago w prowincji Werona. Już jako młody człowiek interesował się botaniką. W latach 1844–1849 studiował na Uniwersytecie Padewskim botanikę, która wówczas wykładana była na wydziale medycyny. Wraz z Gustavem Wilhelmem Körberem założył „włoską” szkołę lichenologii. Był mężem Marii Colognato i ojcem hepatologa Caro Benigno Massalongo. Intensywna praca naukowa przy jego i tak wątłym zdrowiu przyczyniła się do jego zachorowania na gruźlicę. Zmarł w Weronie w wieku 36 lat.
Był we Włoszech jednym z pierwszych, którzy zajmowali się paleobotaniką. Zebrał dużą kolekcję okazów. Zajmował się także porostami, wśród których opisał szereg nowych taksonów oznaczanych skrótem jego nazwiska A. Massal. Napisał około 90 prac naukowych, z których część wydano już po jego śmierci.